# Reprezentacja Malawi U-17 w piłce nożnej mężczyzn
Reprezentacja Malawi U-17 w piłce nożnej jest juniorską reprezentacją Malawi zgłaszaną przez FAM. Mogą w niej występować wyłącznie zawodnicy posiadający obywatelstwo malawskie, urodzeni w Malawi lub legitymujący się malawskim pochodzeniem i którzy w momencie przeprowadzania imprezy docelowej (finałów Mistrzostw Afryki lub Mistrzostw Świata) nie przekroczyli 17. roku życia.

## Występy w mistrzostwach świata
- 1985: Nie brała udziału
- 1987: Nie brała udziału
- 1989: Nie brała udziału
- 1991: Nie brała udziału
- 1993: Nie brała udziału
- 1995: Nie zakwalifikowała się
- 1997: Nie brała udziału
- 1999: Nie zakwalifikowała się
- 2001: Nie zakwalifikowała się
- 2003: Nie zakwalifikowała się
- 2005: Nie brała udziału
- 2007: Nie zakwalifikowała się
- 2009: Faza grupowa
- 2011: Nie brała udziału
- 2013: Nie zakwalifikowała się
- 2015: Nie brała udziału
- 2017: Nie zakwalifikowała się

## Występy w mistrzostwach Afryki
- 1995: Nie zakwalifikowała się
- 1997: Nie brała udziału
- 1999: Nie zakwalifikowała się
- 2001: Nie zakwalifikowała się
- 2003: Nie zakwalifikowała się
- 2005: Nie brała udziału
- 2007: Nie zakwalifikowała się
- 2009: 4. miejsce
- 2011: Nie brała udziału
- 2013: Nie zakwalifikowała się
- 2015: Nie brała udziału
- 2017: Nie zakwalifikowała się